# Kończyce Małe
Kończyce Małe est une localité polonaise de la gmina de Zebrzydowice, située dans le powiat de Cieszyn en voïvodie de Silésie.